# デス・トラップ
『デス・トラップ』は、1984年にスクウェアから発売されたアドベンチャーゲーム。スクウェアの処女作である。

## 概要
後に『ファイナルファンタジーシリーズ』の開発者となる坂口博信が当時はアルバイトながらにシナリオを担当している。冷戦中の敵国のゲリラに誘拐された科学者を救出すべく、A国の諜報員リチャード・ベンソンが活躍するハードボイルドスパイアクション。
翌1985年には続編の『ウィル デス・トラップII』が発売されたが、本作とは全く作風の違うアニメ調のグラフィックのSF物になっている。

## ストーリー
198X年、A国のジタン博士が拉致された。犯人は東アフリカのB国の反政府ゲリラであり、A国の諜報員リチャード・ベンソンはジタン博士の行方を追う。